# 898

## Nașteri
Hugo cel Mare

## Decese
- 15 octombrie: Lamberto al II-lea Spoleto  (n. 880)
- dată necunoscută: Athanasie de Neapole  (n. ?)
- dată necunoscută: Ștefan, prefect de Amalfi  (n. ?)